# Siglo XXI (álbum)
Siglo XXI es título del quinto álbum de estudio del grupo de punk vasco Gatillazo. Se publicó el 2 de abril de 2013, de nuevo a través del sello discográfico Maldito Records. Además, es el segundo trabajo de la banda en el cual la formación del grupo no ha sufrido variación. En la canción "Ultras" colabora cantando el actor Willy Toledo.
El motivo principal de la carátula es El cuarto estado de Giuseppe Pellizza da Volpedo.

## Lista de canciones
1. Hemos venido a divertirnos
2. Esclavos del Siglo XXI
3. Jota de la derrota
4. Un minuto en libertad
5. Ultras
6. La última patada
7. Otra canción para la policía
8. Bla-Bla-Bar
9. Nunca fui a la Ikastola
10. Los chicos están bailando
11. E por si muove
12. Es el odio (Ignorancia)
13. Siempre te amaré
14. Entorno
15. Crónicas de un cerdo

## Personal
- Voz: Evaristo
- Guitarra: Txiki
- Guitarra: Ángel
- Bajo: Butonbiko
- Batería: Tripi